# Golam Rabbany Biplob
Golam Rabbany Biplob est un réalisateur bangladais. En 2007, il a reçu le prix du meilleur réalisateur (en) au Festival international du film de Shanghai pour Swopnodanay (en).

## Filmographie
- 2007 : Swopnodanay (en)
- 2009 : Beyond the Circle